# Gustaf Söderström
Gustaf Fredrik Söderström (Estocolmo, 25 de novembro de 1865 - Lidingö, 12 de novembro de 1958) foi um praticante de cabo-de-guerra e atleta da Suécia. Nos Jogos Olímpicos de Verão de 1900, fez parte da equipe mista formada por atletas dinamarqueses e suecos que conquistou a medalha de ouro do cabo de guerra. Também participou de duas provas do atletismo, ficando em sexto lugar tanto no arremesso de peso quanto no arremesso de disco.